# Gröntjärnen (Junsele socken, Ångermanland)
Gröntjärnen är en sjö i Sollefteå kommun i Ångermanland och ingår i Ångermanälvens huvudavrinningsområde.